# Đào Mai Anh
Đào Mai Anh (sinh năm 1969) là một nghệ sĩ ưu tú, nghệ sĩ vĩ cầm người Việt Nam. Bà hiện là concertmistress (bè trưởng) của Dàn nhạc giao hưởng Việt Nam từ năm 2004.

## Sự nghiệp
Đào Mai Anh, sinh năm 1969 tại Hà Nội. Bà bắt đầu học đàn violin từ năm lên 7 tuổi với cha mình là Đào Đình Hải. Sau dóm bà vào học hệ trung cấp chính quy tại Học viện Âm nhạc Quốc gia Việt Nam dưới sự dẫn dắt của giảng viên Dương Văn Chinh (cha của nghệ sĩ violin Dương Minh Chính), Giáo sư Nguyễn Bích Ngọc và Giáo sư Ngô Văn Thành. Bà tốt nghiệp năm 1993 và trở thành một thành viên của Dàn nhạc Giao hưởng Quốc gia Việt Nam. Năm 2003, bà được Hội đồng văn hóa chính phủ Nhật Bản tài trợ để theo học tại Dàn nhạc Giao hưởng Osaka và Dàn nhạc Giao hưởng thành phố Tokyo.
Đào Mai Anh đã ra mắt công chúng với tư cách nghệ sĩ độc tấu với Dàn nhạc Giao hưởng Quốc gia Việt Nam tại Trung tâm Văn hóa Pháp tại Hà Nội và với nhóm Các nghệ sĩ cổ điển Việt Nam tại Liên hoan Âm nhạc Vietnam Connection 2016 ở Thành phố Hồ Chí Minh và Hà Nội.
Đào Mai Anh đã tham gia biểu diễn với tư cách bè trưởng của Dàn nhạc giao hưởng Việt Nam tại nhiều Liên hoan Âm nhạc quốc tế như tuần lễ các dàn nhạc châu Á ở Tokyo và Osaka, La folle journee Japon, Aichi Expo, Lễ hội âm nhạc Milano,... Bà cũng đã biểu diễn với Dàn nhạc Dây Super Asia và Dàn nhạc Sinfonica di Milano Giuseppe Verdi. Năm 2017, bà được mời biểu diễn cùng với Dàn nhạc giao hưởng trẻ Fukushima tại Boston Symphony Hall.

### Nhóm tứ tấu Hoa Sen
Tứ tấu Hoa Sen Việt Nam là nhóm nhạc giao hưởng thính phòng nữ được thành lập năm 2007, bao gồm các nghệ sĩ xuất sắc của Dàn nhạc Giao hưởng Việt Nam. Đào Mai Anh là trưởng nhóm (giữ vai trò violin I), Lê Hoàng Lan (violin II), Nghệ sĩ nhân dân Trần Thị Mơ (cello) cùng một số thành viên giữ vai trò viola là khách mời như Nguyễn Thu Bình (em gái nghệ sĩ violin Nguyễn Công Thắng), Trần Hoàng Yến, Nguyễn Nguyệt Thu,...